# Myriam David
Myriam David,  1917-2004, é uma psicanalista, pediatra e psiquiatra francesa. 

## Biografia
Ele foi perseguida e deportada pelos nazistas. Especializada no tratamento e na observação de bebês,  formou-se em Boston, entre outros  com Helene Deutsch, frequentando serviços de psiquiatria infantil onde encontrou, especialmente, Léo Kanner.  
Ao voltar para a França, começou a cuidar de bebês muito carentes nos anos de 1950.Foi nesta época que ela  encontrou a Senhora Jenny Roudinesco-Aubry, mãe de Élisabeth Roudinesco. 
Desde então,  ela trabalhou sem cessar, tratando  crianças e  lutando pelo reconhecimento do sofrimento psíquico das crianças abandonadas, maltratadas, etc. Com seu espírito inovador e independente , contribuiu  na  criação de instituições de tratamentos  para bebês, o ‘’Centre familial d'action thérapeutique em 1965’’ (O Centro familial de ação terapêutica) e a  l'Unité de soins spécialisés de jeunes enfants à domicile ,em 1975 (A Unidade de cuidados especializados  para  bebês acolhidos em domicílio). Ela defendeu a ideia duma colaboração  rigorosa  e dum apoio  aos pais de crianças com dificuldades. Myriam David também muito trabalhou  pela cooperação  multidisciplinar. Ela recebeu o prêmio Serge Lebovici em 2004.

### A continuidade  dos cuidados
As instituições  criadas por Myriam David para tratamentos de crianças  têm por objetivo  ‘’a preocupação  pela continuidade dos cuidados prodigados aos bebês e suas famílias  .

## Obras
- L'Enfant de 0 à 2 ans : Vie affective et problèmes familiaux(A criança de 0 a 2 anos : Vida afetiva e problemas da família),Editor  Dunod, 1998, ISBN 2-1000-3834-6
- 2 à 6 ans : - Vie affective et problèmes familiaux( 2 a 6 anos:- Vida afetiva e problemas da família),  Editor  Dunod, 2005 ISBN 2-1004-9361-2
- L'Enfant en famille d'accueil(A criança na família que a acolhe), Editor  Erès,  2000, ISBN 2-8658-6813-3
- Le Bébé, ses parents, leurs soignants (O Bebê, seus pais, seus acompanhentes), Editor Erès, 2001 ISBN 2865869113
- Loczy ou le maternage insolite  (Loczy ou a maternagem insólita), Editor  Scarabée, 1973; édit. ERES, 2004

## Ligação externa
Bernard Golse : Myriam David, pionnière de la santé mentale de la petite enfance (Myriam David, pioneira da saúde mental da pequena infância) 